# 40.º distrito congresional de California
El 40.º distrito congresional es un distrito congresional que elige a un representante para la Cámara de Representantes de los Estados Unidos por el estado de California. Según la Oficina del Censo, en 2011 el distrito tenía una población de 666 371 habitantes. Actualmente el distrito está representado por la Demócrata Lucille Roybal-Allard.

## Geografía
El 40.º distrito congresional se encuentra ubicado en las coordenadas 33°58′12″N 118°10′45″O / 33.9698668, -118.1792067.

## Demografía
Según la Oficina del Censo de los Estados Unidos, en 2011 había 666 371 personas residiendo en el 40.º distrito congresional. De los 666 371 habitantes, el distrito estaba compuesto por 402 198 (60.4%) blancos; de esos, 383 119 (57.5%) eran blancos no latinos o hispanos. Además 16 715 (2.5%) eran afroamericanos o negros, 3 013 (0.5%) eran nativos de Alaska o amerindios, 138 329 (20.8%) eran asiáticos, 2 312 (0.3%) eran nativos de Hawái o isleños del Pacífico, 100 884 (15.1%) eran de otras razas y 21 999 (3.3%) pertenecían a dos o más razas. Del total de la población 231 423 (34.7%) eran hispanos o latinos de cualquier raza; 200 928 (30.2%) eran de ascendencia mexicana, 2 810 (0.4%) puertorriqueña y 1 762 (0.3%) cubana. Además del inglés, 3 985 (25.9%) personas mayor a cinco años de edad hablaban español perfectamente.
El número total de hogares en el distrito era de 209 054 y el 75.3% eran familias en la cual el 35.8 tenían menores de 18 años de edad viviendo con ellos. De todas las familias viviendo en el distrito, solamente el 55.8% eran matrimonios. Del total de hogares en el distrito, el 4.8 eran parejas que no estaban casadas, mientras que el 0.4% eran parejas del mismo sexo. El promedio de personas por hogar era de 3.13. 
En 2011 los ingresos medios por hogar en el distrito congresional eran de US$68 396, y los ingresos medios por familia eran de US$94 166. Los hogares que no formaban una familia tenían unos ingresos de US$50 432. El salario promedio de tiempo completo para los hombres era de US$51 464 frente a los US$41 454 para las mujeres. La renta per cápita para el distrito era de US$27 495. Alrededor del 9.8% de la población estaban por debajo del umbral de pobreza.